# إريك إيرفين
اريك إيرفين (بالإنجليزية: Eric Irvin)‏ هو كاتب أسترالي، ولد في 30 نوفمبر 1908 في نيوتاون ‏ في أستراليا، وتوفي في 1 يوليو 1993 في بريزبان في أستراليا.